# Cry Pretty (álbum)
Cry Pretty es el sexto álbum de estudio de la cantante y compositora estadounidense Carrie Underwood. El álbum fue lanzado el 14 de septiembre de 2018, como el primer álbum de Carrie con su nuevo sello discográfico, Capitol Records Nashville, después de firmar un acuerdo global con Universal Music Group a principios de 2017. El álbum también marca el primer esfuerzo de coproducción de Carrie, quien se asoció con David Garcia por el disco.
El álbum recibió críticas en su mayoría positivas de críticos de música, y debutó en el número uno en Estados Unidos en el Billboard 200, convirtiendo a Carrie en la primera mujer en llegar a la cima de la lista Billboard 200 con cuatro álbumes country. También logró la mayor semana de ventas para un álbum country en más de tres años, así como la mayor semana de ventas para una artista femenina en 2018. También debutó en el número uno en Canadá, el número cuatro en Australia y graficado en varios otros mercados.
Hasta ahora, el álbum ha sido respaldado por dos singles: «Cry Pretty» y «Love Wins». Para promoverlo aún más, Underwood se embarcará en el Cry Pretty Tour 360, que se lanzará en mayo de 2019.

## Antecedentes
El 18 de abril de 2018, Underwood publicó una declaración en el álbum, diciendo: «En este momento de mi carrera, me siento más fuerte y más creativo que nunca. Creo que se puede escuchar eso en este nuevo álbum. Es emocional, es conmovedor, es real, y también tenemos algo de diversión allí. Espero que a todos les guste tanto como a mí me ha encantado». El compositor y productor David Garcia fue seleccionado para coproducir el álbum con Carrie. Además, Cry Pretty marca el primer esfuerzo de Carrie como productor.

## Promoción
Carrie realizó la canción principal por primera vez en la 53.ª edición de la Academy of Country Music Awards el 15 de abril, que fue bien recibida por la crítica.

### Sencillos
«Cry Pretty», el primer sencillo del álbum fue lanzado el 11 de abril de 2018. Debutó en el número 20 en la lista Billboard Country Airplay, y fue la canción más agregada a Country Radio esa semana. La canción encabezó la lista de Digital Songs, convirtiéndose en la primera canción de Underwood en hacerlo y también debutó en el número 48 en el Billboard Hot 100. Alcanzó el puesto número nueve en la lista de Billboard Country Airplay y el número cinco en la lista de Hot Country Songs.
«Love Wins» fue lanzado como el segundo sencillo del álbum el 31 de agosto de 2018, junto con un lyric video. Debutó en el número 90 del Scottish Singles Chart para la semana del 8 de septiembre de 2018 y en el número 30 en la lista de Hot Country Songs de Estados Unidos De la semana del 15 de septiembre de 2018. El 7 de septiembre de 2018, «End Up with You» fue lanzado como single promocional.

### Gira
Carrie apoyará el álbum con el Cry Pretty Tour 360. Está programado para comenzar el 1 de mayo de 2019, en Greensboro, Carolina del Norte.

## Recepción de la crítica
Cry Pretty recibió críticas en su mayoría positivas de los críticos. En Metacritic, que asigna una calificación normalizada de 100 a las reseñas de las principales publicaciones, el álbum tiene una puntuación de promedio de 70, según diez evaluaciones. Dando una calificación de tres estrellas y media de cinco, Rolling Stone se llama Cry Pretty «un álbum country moderno que gira en pop y R&B sin ir completo Taylor, mientras que también muestra el tipo de personaje al que más megaestrellas deberían aspirar». La composición de canciones fue referida como «grado A» y la voz de Carrie fue considerada «poderosa» y «vendiendo incluso las [canciones] menores». La revisión también elogió a Underwood por plantear el tema de la violencia con armas de fuego en «The Bullet» y «Love Wins», y señaló que «si Carrie no va allí, al menos tiene las bolas para involucrar al sujeto en la corriente principal, donde la conversación tiene que suceder, mientras que sus colegas masculinos, sin duda preocupados por su participación en el mercado, parecen tener miedo de echar un vistazo». Además, la crítica tiene similitudes favorables con la música de Adele, Kate Bush, Beyoncé, Brad Paisley y Alison Krauss, pero destaca Sam Hunt, explicando que la «arquitectura [del álbum] es R&B en su núcleo».

## Rendimiento comercial
En Estados Unidos, Cry Pretty se proyectó para abrir en el número uno en la lista de álbumes con 210,000 unidades. El 23 de septiembre de 2018, el álbum debutó encima del Billboard 200 con 266,000 unidades equivalente a álbumes, incluyendo 251,000 ventas de álbumes puros, dando a Carrie su cuarto álbum número uno, y convirtiéndola en la primera mujer en tener cuatro álbumes country número uno. También es la semana de ventas más grande para un álbum country desde Kill the Lights de Luke Bryan en 2015, y la semana de ventas más grande para una artista femenina en 2018.
El álbum también debutó en el número uno en el Canadian Albums Chart con 28,000 unidades equivalentes de álbum, dando a Carrie su tercer álbum número uno en country. Cry Pretty abrió en el número cuatro en ARIA Albums Chart de Australia, convirtiéndose en su tercer álbum de los cinco mejores allí, mientras también debuta en el número uno en la lista de componentes del country. También debutó en el número 12 en Escocia y el número dieciséis en el UK Albums Chart-convirtiéndose en su tercer álbum top veinte en la región.

## Lista de canciones
Lista de canciones y créditos adaptados de Rolling Stone y de iTunes Store. Todas las canciones producidas por Carrie Underwood y David Garcia, excepto «The Champion», producido por Jim Jonsin.

| Cry Pretty |                                              |                                                           |          |  |
| N.º        | Título                                       | Escritor(es)                                              | Duración |  |
| 1.         | «Cry Pretty»                                 | Carrie Underwood, Hillary Lindsey, Lori McKenna, Liz Rose | 4:07     |  |
| 2.         | «Ghosts on the Stereo»                       | Lindsey, Tom Douglas, Andrew Dorff                        | 4:13     |  |
| 3.         | «Low»                                        | Underwood, Garcia, Lindsey                                | 3:31     |  |
| 4.         | «Backsliding»                                | Underwood, Garcia, Lindsey                                | 4:37     |  |
| 5.         | «Southbound»                                 | Underwood, Garcia, Josh Miller                            | 3:22     |  |
| 6.         | «That Song That We Used to Make Love To»     | Lindsey, Jason Evigan                                     | 3:35     |  |
| 7.         | «Drinking Alone»                             | Underwood, Garcia, Brett James                            | 4:18     |  |
| 8.         | «The Bullet»                                 | Marc Beeson,Andy Albert, Allen Shamblin                   | 4:10     |  |
| 9.         | «Spinning Bottles»                           | Underwood, Garcia, Lindsey                                | 3:16     |  |
| 10.        | «Love Wins»                                  | Underwood, Garcia, James                                  | 3:48     |  |
| 11.        | «End Up with You»                            | Lindsey, Brett McLaughlin, Will Weatherly                 | 3:13     |  |
| 12.        | «Kingdom»                                    | Underwood, Chris DeStefano, Dave Barnes                   | 4:34     |  |
| 13.        | «The Champion» (con Ludacris) (bonus track)) | Underwood, Christopher Bridges, DeStefano, James          | 3:42     |  |
| 50:26      |                                              |                                                           |          |  |

## Posicionamiento en listas
| Listas (2018)                       | Mejor posición |
| ----------------------------------- | -------------- |
| Australian Albums (ARIA)            | 4              |
| Australian Country Albums (ARIA)    | 1              |
| Bélgica (Ultratop flamenca)         | 56             |
| Bélgica (Ultratop valona)           | 111            |
| Canadian Albums (Billboard)         | 1              |
| Países Bajos (Album Top 100)        | 46             |
| Irlanda (IRMA)                      | 40             |
| New Zealand Albums (RMNZ)           | 32             |
| Escocia (Scottish Albums Chart)     | 12             |
| Suiza (Schweizer Hitparade)         | 36             |
| Reino Unido (UK Albums Chart)       | 16             |
| Reino Unido (UK Country Albums)     | 1              |
| US Billboard 200                    | 1              |
| Estados Unidos (Top Country Albums) | 1              |